# Nina Kulagina
Nina Kulagina (geb. Michailowa) russisch Нина Кула́гина; (* 30. Juli 1926; † 11. April 1990) war eine in den 1960er Jahren durch ihre angeblichen psychokinetischen Fähigkeiten berühmt gewordene Russin.

## Experimente
Von 1963 bis 1966 wurden in Leningrad von Professor Leonid Wassiliew, danach von Jakow Petrowitsch Terlezki Experimente durchgeführt, bei denen Nina Kulagina diverse Objekte auf einem Tisch bewegen und verschieben konnte, scheinbar ohne diese zu berühren. Darunter waren auch nichtmetallische Objekte wie Zündhölzer und Zigaretten – auch unter einer Glashaube – sowie die Drehung der Magnetnadel eines Kompasses im Gehäuse. Es wurde berichtet, sie habe durch Konzentration ihrer Gedanken das Herz eines Frosches zum Stillstand gebracht. Ihre eindrucksvollste Tat war, eine Kugel schweben zu lassen. Bei ihren Experimenten bedurfte Nina Kulagina bis zu zwei Stunden intensiver Konzentration, um Effekte erzielen zu können. Das maximale Gewicht, das Kulagina verschieben konnte, lag bei 200 bzw. 500 Gramm. Bei den Experimenten wurden sowohl Schwarzweißfotos als auch Stummfilme gefertigt. Erstmals festgestellt habe Kulagina ihre „unbewußten Kräfte, als sie in sehr zorniger Verfassung ein Zimmer betreten habe. Als sie zum Schrank gegangen sei, habe sich ein Krug auf den Rand des Regals zu bewegt und sei heruntergefallen und zerbrochen.“
Die heutige Wissenschaft hat keine Antworten auf Kulaginas angebliche Fähigkeiten; die Parapsychologie dagegen erklärt, dass diese auf „eine normale, jedoch noch unbekannte Energie“ zurückzuführen wäre. Skeptiker sehen in der langen Vorbereitungszeit Potential für Betrug, vermuten Taschenspielertricks sowie Magnete am Körper. In einer TV-Sendung wurde das Bewegen von Zündhölzern nachgestellt.

## Filmografie
- 1975: Reise ins Jenseits – Die Welt des Übernatürlichen
- 1978: Der Schrecken der Medusa